# Oder-Elbe-Dolch

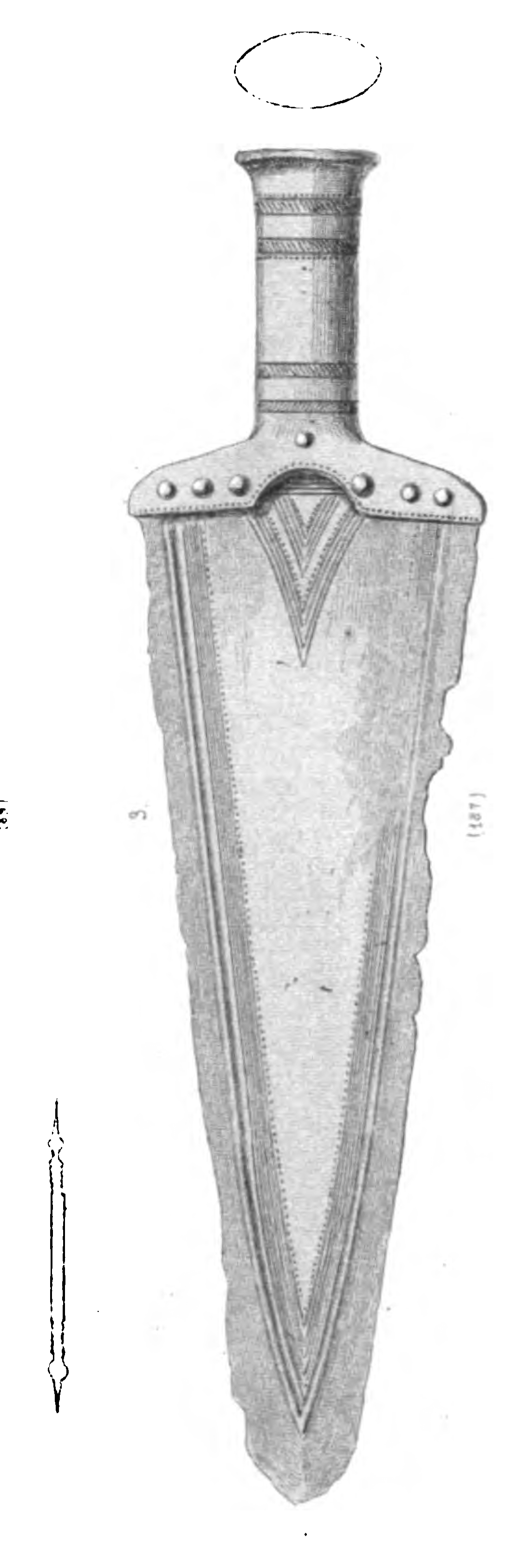
Dolch Oder-Elbe-Typ

Der Oder-Elbe-Dolch ist ein Dolchtyp aus der frühen Bronzezeit. 

## Beschreibung
Er ist die Leitform der Stufe Bz A1. Die Klinge ist flach, dünn und triangulär geformt. Die Schneiden sind gerade. Das Heft ist gerade. Es besteht aus Bronze und ist hohl gegossen. Der Knauf ist meist flach und steht nur wenig über. Die Form des Hefts ist bei diesem Dolchtyp einzigartig und stellt damit ein Alleinstellungsmerkmal dar. Die Heftschultern sind eher flach bzw. leicht bogenförmig und breit. Der Heftausschnitt ist klein und halbkreisförmig bis halboval. Die Heftenden sind nicht nach innen eingezogen. Die Anzahl der Nieten zur Heftbefestigung an der Klinge beträgt fünf oder sieben. Die Nieten sind in zwei Gruppen gleicher Anzahl symmetrisch auf beiden Heftflügeln links und rechts des Heftausschnittes angeordnet und liegen auf gleicher Höhe. Die fünfte bzw. siebte Niete ist oberhalb des Heftausschnittes angebracht. 

Benannt ist der Typ nach dem ursprünglichen Gebiet mit der größten Funddichte, das sich entlang und zwischen den Flüssen Oder und Elbe erstreckt. Dieser Bereich wird heute als nördliche Gruppe zusammengefasst. Eine südliche Gruppe wird aufgrund neuerer Funde aus Gaimersheim bei Ingolstadt definiert. Dazu werden auch die Dolche des Oder-Elbe-Typs aus Rastatt und Gau-Bickelheim gezählt. Formal gibt es jedoch keine Unterschiede zwischen den Dolchen der einzelnen Gruppen, die Aufteilung erfolgt lediglich auf Grundlage des Verbreitungsgebietes. Verziert sind die Dolche mit parallel zu den Schneiden verlaufenden Rillen, die unterhalb der Heftenden beginnen und in der Spitze zusammenlaufen. Eine weitere Dekoration ist ein hängendes Dreiecksmotiv aus Linienbändern, das meist unterhalb des Heftausschnittes liegt und mit der Spitze in die Fläche der Klinge hineinragt.
Andere Varianten finden sich unter dem Begriff Schäftung von Vor- und Frühgeschichtlichen Messern, Dolchen und Schwertern.  

## Fundorte
- Bresinchen
- Beitzsch
- Briesnig
- Forst
- Dettum
- Gaimersheim
- Gau-Bickelheim
- Granowo
- Güsen
- Huy
- Magnushof
- Melz
- Rastatt
- Schollene
- Scinawa
- Stargard